# Меґґі Бовен
Меґґі Бовен (англ. Martha Bowen, 1 січня 1980) — американська плавчиня.
Чемпіонка світу з водних видів спорту 2001 року.
Призерка Пантихоокеанського чемпіонату з плавання 2002 року.
Призерка Панамериканських ігор 1999 року.